# Giovanni Riggi
Giovanni «John the Eagle» Riggi (1 de febrero de 1925 - 3 de agosto de 2015) fue un mafioso de Nueva Jersey y miembro de la familia criminal DeCavalcante desde la década de 1940, antes de que la familia adquiriera su nombre. Riggi era el líder de la «banda de Elizabeth» de la familia cuando era Caporegime. Había sido el jefe en funciones durante la década de 1970 y se convirtió en el jefe oficial hacia 1982. Riggi estuvo encarcelado en el Centro Médico Federal (FMC) Devens, Massachusetts, por condenas de extorsión y chantaje laboral. Fue puesto en libertad el 27 de noviembre de 2012.

## Principios de su carrera
John Riggi había sido durante años agente comercial de la «International Association of Laborers and Hod Carriers», en Nueva Jersey. Fue ascendido a la posición de jefe oficial de la familia criminal DeCavalcante (una familia criminal dentro del mundo criminal de la «Cosa Nostra») con estrechos vínculos con las Cinco Familias de Nueva York y representado en las reuniones de La Comisión por la familia criminal Genovese. Riggi cosechó los enormes beneficios del gran chantaje laboral y de la construcción, la usura, las actividades de juego ilegal, así como un gran ingreso legítimo. Riggi también hizo que la familia mantuviera sus viejas tradiciones. Riggi entabló una estrecha amistad con el nuevo jefe de la familia criminal Gambino, John Gotti. Se pensaba que Riggi seguía dirigiendo a la familia desde la cárcel a pesar de estar muy enfermo.
Su fecha de puesta en libertad era a finales de 2012, pero debía ser juzgado por ordenar el tiroteo y asesinato del residente de Staten Island, Fred Weiss, antiguo periodista del periódico Staten Island Advance y promotor inmobiliario en septiembre de 1989.
El asesinato fue supuestamente un favor para John Gotti, a quien le preocupaba que Weiss fuera un informante del gobierno y que esto pusiera en alto riesgo a las familias Gambino y DeCavalcante. Weiss y dos socios de la mafia habían comprado una propiedad vacía en Staten Island y empezaron a verter allí ilegalmente grandes cantidades de residuos médicos peligrosos. Cuando las autoridades locales descubrieron el plan y empezaron a investigar a Weiss, las dos familias de la mafia se pusieron nerviosas. Gotti, que temía que Weiss se convirtiera en testigo del gobierno a cambio de clemencia, pidió a los Decavalcantes que asesinaran a Weiss para protegerlos. El 11 de septiembre de 1989, Vincent Palermo y Anthony Capo, así como un grupo de otros doce socios de DeCavalcante en un convoy de cuatro vehículos, se dirigieron al condominio neoyorquino de la novia de Weiss. Cuando Weiss salió del edificio y subió a su coche, Palermo y Capo salieron de su vehículo, se acercaron a Weiss y lo asesinaron disparándole en la cara varias veces. Ambos se convertirían en «hombres hechos» como resultado de esto.

## Liderazgo desde la cárcel
En 1990, Riggi fue acusado de extorsión estatal y federal y cargos laborales, declarándose culpable en 1992 y condenado a 12 años de prisión en el Butner de Carolina del Norte. Mientras estaba en la cárcel, Riggi nombró un panel de mando para que tomara el control de la familia criminal DeCavalcante hasta su liberación, pero el jefe en funciones del panel, Gaetano «Corky» Vastola fue detenido y encarcelado también. John D'Amato fue nombrado entonces jefe en funciones. El reinado de D'Amato fue breve, ya que pronto se supo que había sido reclutado por la familia criminal Gambino y que había conspirado para asesinar a Vastola. Más tarde, en 1991, D'Amato tuvo una discusión con su novia, que también mantenía una relación con Anthony Rotondo. Ella le dijo a Rotondo que cuando ella y D'Amato salían por las noches a los clubes, D'Amato hacía intercambio de parejas y tenía relaciones sexuales con otros hombres. Al parecer, a Rotondo le molestó bastante que alguien de la familia participara en actos homosexuales y lo comunicó a los actuales miembros de la administración Giacomo Amari, el reputado subjefe, y Stefano Vitabile, el poderoso consigliere, que decidieron asesinar a D'Amato tras informar al encarcelado Riggi. En enero de 1992 se denunció la desaparición de D'Amato, cuyo cadáver nunca se ha encontrado. Vincent Palermo, Anthony Capo y Anthony Rotondo testificarían posteriormente sobre este asesinato contra sus antiguos socios. En septiembre de 2003, Riggi fue condenado a otros 10 años de prisión tras declararse culpable de ordenar el asesinato de Weiss en 1989. En 2006, Philip Abramo, Giuseppe Schifilliti y Stefano Vitabile fueron condenados a cadena perpetua por su implicación en el asesinato. Riggi fue dado de alta del Centro Médico Federal, Devens el 27 de noviembre de 2012.

## Muerte
Tras su liberación, Riggi vivió en una pequeña casa en Edison, Nueva Jersey, con su enfermera/médico.  Allí falleció el 3 de agosto de 2015, a la edad de 90 años.